# Johann Christian Breithaupt
Johann Christian Breithaupt (* 1736 in Bickenbach (Bergstraße); † 1799 in Kassel) war ein deutscher Feinmechaniker des 18. Jahrhunderts.

## Leben
Breithaupt absolvierte nach seinem 15. Lebensjahr eine Ausbildung zum Büchsenmacher beim landgräflich hessen-darmstädtischen Hofwindbüchsenmacher Friedrich Jacob Boßler, deren Kosten von der hessen-darmstädtischen Hofkammer getragen wurden und trat im Jahre 1757 in Kassel in die mechanisch-optische Werkstatt von Johann Gottlieb Stegmann ein. Dieser lehrte dort am Collegium Carolinum, einer naturwissenschaftlichen Hochschule. Stegmann baute in seiner Werkstatt Instrumente für wissenschaftliche Beobachtungen, unter anderem auch für astronomische Beobachtungen. 1762 gründete Breithaupt seine eigene Werkstatt, 1767 wurde er vom Landgrafen Friedrich II. von Hessen-Kassel zum Hofmechaniker ernannt, wobei eine seiner Hauptaufgaben die Erhaltung und Ergänzung der umfangreichen Sammlung von – hauptsächlich astronomischen – Apparaten und Instrumenten war, die nach Vollendung des Museum Fridericianum im dortigen Zwehrenturm ausgestellt waren.
Zwei Jahre später, 1769, heiratete Breithaupt Susanne Strack, die Nichte von Johann Heinrich Tischbein d. Ä. und Schwester des oldenburgischen Hofmalers Ludwig Philipp Strack. 1775 wurde ihr erster Sohn Heinrich Carl Wilhelm Breithaupt geboren, 1780 der zweite Sohn Friedrich Wilhelm Breithaupt.
Die Werkstatt lebt noch heute als F.W. Breithaupt & Sohn GmbH & Co. KG im Familienbesitz weiter und ist weltweit bekannt. Sie hat in den letzten 250 Jahren mehr als 470.000 Instrumente wie Theodolite und Heliotrope in mehr als 140 Länder geliefert.